# Aeroporto de Araxá
O Aeroporto Romeu Zema (IATA: AAX, ICAO: SBAX), também conhecido como Aeroporto de Araxá, é um aeroporto brasileiro que serve o município de Araxá, no estado de Minas Gerais. Está localizado a 5 quilômetros do centro de Araxá, oferecendo serviços de aviação comercial doméstica regular e não regular, além de aviação geral doméstica. Atualmente é operado e delegado pela Prefeitura Municipal de Araxá, e homologado para receber aeronaves de até 70 lugares.
No sítio aeroportuário, encontra-se um terminal de passageiros com área total de 701 metros quadrados. A pista de pouso e decolagem possui 1.900 metros de comprimento por 30 metros de largura, e sua pavimentação é classificada como 3C, seguindo o Regulamento Brasileiro de Aviação Civil (RBAC) da ANAC. Adicionalmente, a pista é designada como Categoria A (CAT‐A) para a Estação Prestadora de Serviços de Telecomunicações e de Tráfego Aéreo (EPTA).
No início de 2024, a companhia Azul Linhas Aéreas começou a oferecer voos regulares no aeroporto, com conexões diretas para os aeroportos de Confins e Guarulhos.